# ياكوفليف ياك-48
ياكوفليف ياك-48 (بالإنجليزية: Yakovlev Yak-48)‏ هي أنتجت في روسيا. من صناعة ياكوفليف.